# ۷۰۰ (پیش از میلاد)
۷۰۰ (پیش از میلاد) ۷۰۰مین سال قبل از تقویم میلادی است.